# Ewa Wiśniewska

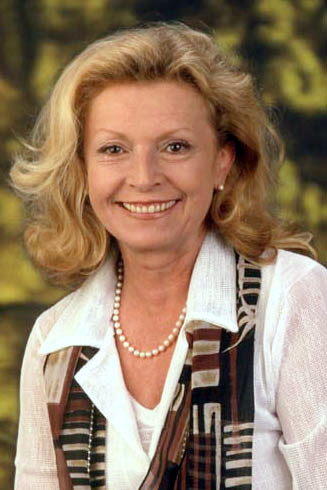
Ewa Wiśniewska

Ewa Maria Wiśniewska (* 25. April 1942 in Warschau) ist eine polnische Schauspielerin.

## Leben
Wiśniewska gewann als 15-Jährige einen Schönheitswettbewerb der Zeitschrift Film und hatte ihre ersten Schauspielerfahrungen mit Kurzauftritten in den Filmen Der Kanal (1957) von Andrzej Wajda und in Andrzej Munks Das schielende Glück (1959). 1963 erlangte sie einen Diplomabschluss an der Staatlichen Theaterschule (PWST) in Warschau und spielte in den folgenden Jahren an den Hauptstadttheatern Teatr Ludowy, Teatr Kwadrat und Teatr Nowy und erhielt Auszeichnungen auf verschiedenen Theaterfestivals.
Ihre erste größere Filmrolle spielte sie 1963 in Janusz Nasfeters Kriminalfilm Der Mörder und das Mädchen. In den 1960er und 1970er Jahren übernahm sie zahlreiche Rollen in Fernsehkomödien und -dramen. Sie trat in mehreren, auch im deutschen Fernsehen ausgestrahlten Fernsehserien auf, darunter Sekunden entscheiden (1967/68) und Janosik, Held der Berge (1973). Seit den 1980er Jahren wurden ihr regelmäßig anspruchsvollere Rollen in Kinofilmen übertragen. Zu den bekanntesten gehören Tadeusz Konwickis Literaturverfilmung Dolina Issy (1982) nach Czesław Miłosz und die Titelrolle in Ryszard Bers Cudzoziemka (1986), für die sie den Preis für die beste Darstellerin auf dem nationalen polnischen Filmfestival in Danzig gewann. 2000 wurde sie für ihre Rolle in Jerzy Hoffmans Mit Feuer und Schwert als beste Nebendarstellerin ausgezeichnet.
Wiśniewska wurden auch mehrere staatliche Auszeichnungen zuerkannt, darunter das Silberne Verdienstkreuz der Republik Polen im Jahr 1979.

## Filmografie (Auswahl)
- 1957: Der Kanal (Kanał)
- 1959: Das schielende Glück (Zezowate szczęście)
- 1963: Der Mörder und das Mädchen (Zbrodniarz i panna)
- 1964: Das Gesetz und die Faust (Prawo i pięść)
- 1965: Perlen und Dukaten (Perły i dukaty) (Fernsehserie)
- 1965: Die unterirdische Front (Podziemny front) (Fernsehserie)
- 1966–68: Sekunden entscheiden (Stawka większa niż życie) (Fernsehserie)
- 1967: Die gefrorenen Blitze
- 1967: Schach und matt (Szach i mat) (Fernsehfilm)
- 1968: Der Tanzmeister (Mistrz tańca) (Fernsehfilm)
- 1969: Nur der Tote kann es sagen (Tylko umarły odpowie)
- 1970: Album Polen (Album polski)
- 1970: Doktor Ewa (Fernsehserie)
- 1972: Die große Liebe des Herrn Balzac (Wielka miłość Balzaka/Un grand amour de Balzac) (Fernsehserie)
- 1972: Heiratsanzeige (Ogłoszenie matrymonialne) (Fernsehfilm)
- 1973: Janosik, Held der Berge (Janosik) (Fernsehserie)
- 1975: Dienstreise (Wyjazd służbowy) (Fernsehfilm)
- 1977: Die Puppe (Lalka) (Fernsehserie)
- 1977: Erinnere dich, erinnere dich an alles (Granica)
- 1977: Was machst du mit mir, wenn du mich fängst? (Co mi zrobisz, jak mnie złapiesz?)
- 1979: Perlen eines Rosenkranzes (Paciorki jednego różańca)
- 1981: Der weiße Tango (Białe tango) (Fernsehserie)
- 1982: Alicja im Horrorland (Alicja)
- 1982: Dolina Issy (Das Tal der Issa)
- 1983: Die zwanziger und die dreißiger Jahre (Lata dwudzieste … lata trzydzieste …)
- 1985: Grüne Kastanien (Zielone kasztany)
- 1986: Cudzoziemka (Ausländerin)
- 1991: Leben für Leben – Maximilian Kolbe (Życie za życie: Maksymilian Kolbe)
- 1999: Mit Feuer und Schwert (Ogniem i mieczem)
- 2001: Der Hexer (Wiedźmin)
- 2003: Die Wikinger – Angriff der Nordmänner (Stara baśń. Kiedy słońce było bogiem)
- 2011: 1920 – Die letzte Schlacht (Bitwa warszawska 1920)
- 2012: Piąta pora roku (Fünfte Jahreszeit)
- 2014: Close-ups (Zbliżenia)